# La Bassola de la Vall
La Bassola de la Vall és un paratge del terme municipal de Castellterçol, a la comarca del Moianès.
Està situat al nord de la masia de Brugueroles i al sud-oest de la de la Vall Jussana.